# Nicolai Gottlieb Blædel
Nicolai Gottlieb Blædel (født 26. december 1816 i Stubbekøbing, død 15. juli 1879) var en dansk præst. Han var søn af senere sognepræst i Assens, konsistorialassesor Werner Ludvig Blædel (1783-1862) og hustru Anna Elisabeth Dons (1785-1855). I 1844 blev han gift med sin kusine Henriette Dons (1814-1879), datter af forfatteren Poul Dons. 
Blædel blev dimitteret fra Odense Katedralskole i 1836 og cand.theol. i 1841 fra Københavns Universitet. Han var 1842-44 huslærer på Ryegaard ved Roskilde. Herefter underviste han 1844-49 privat i København. 1849 blev han præst ved Almindeligt Hospital og Abel Cathrines Stiftelse, og hans vedholdende og utrættelige arbejde på Almindeligt Hospital under koleraepidemien i København 1853 gjorde ham berømt i datiden. 1853 blev Blædel kapellan ved Garnisonskirken og var sognepræst sammesteds fra 1859 til sin død.
Han var en stærkt engagerende og meget populær prædikant med en stor, trofast menighed. Han havde evnen til at levendegøre kristendommen for sin menighed, og var afgørende for troens blomstring hos mange af sine tilhængere , blandt andre filantropen Regitze Barner. Ved siden af sin præstegernening var han bredt og energisk engageret i kirkeligt arbejde, blandt andet som leder af en række meget velbesøgte bibellæsninger og som foredragsholder for de teologiske kandidater. 
Blædel tilhørte i overvejende grad Folkekirkens højkirkelige strømning og havde en god forståelse med biskopperne Mynster og Martensen. Som dem stillede han sig kritisk overfor den fremspirende grundtvigianisme, som han flere gange var ude i konflikt med, ikke mindst i skikkelse af den kendte grundtvigianske præst Peter Andreas Fenger. Blædels kirkelige arbejde beredte grunden for Indre Mission, som endnu ikke havde slået rod i København på daværende tidspunkt.
Ved Københavns Universitets 400-års jubilæum i 1879 blev Blædel udnævnt til dr.theol.
Han var forfatter til blandt andet novellen Grevskabet Skovgaarde (1839, udgivet under pseudonymet Otto Werner),Prædikener paa Kirkeaarets Søn- og Festdage (1864), Udvidet Konfirmationsundervisning eller evangelisk-luthersk Kirkelære (1876) samt stridsskrifterne Grundtvigianismen og den danske Folkekirke og Grundtvigianismens Katekismus (begge 1873).
Han blev begravet på Garnisons Kirkegård.
Blædels sønnesøn af samme navn gik under navnet Nic. Blædel.